# Mordellistena multilineata
Mordellistena multilineata là một loài bọ cánh cứng trong họ Mordellidae. Loài này được Lea miêu tả khoa học năm 1917.

## Hình ảnh

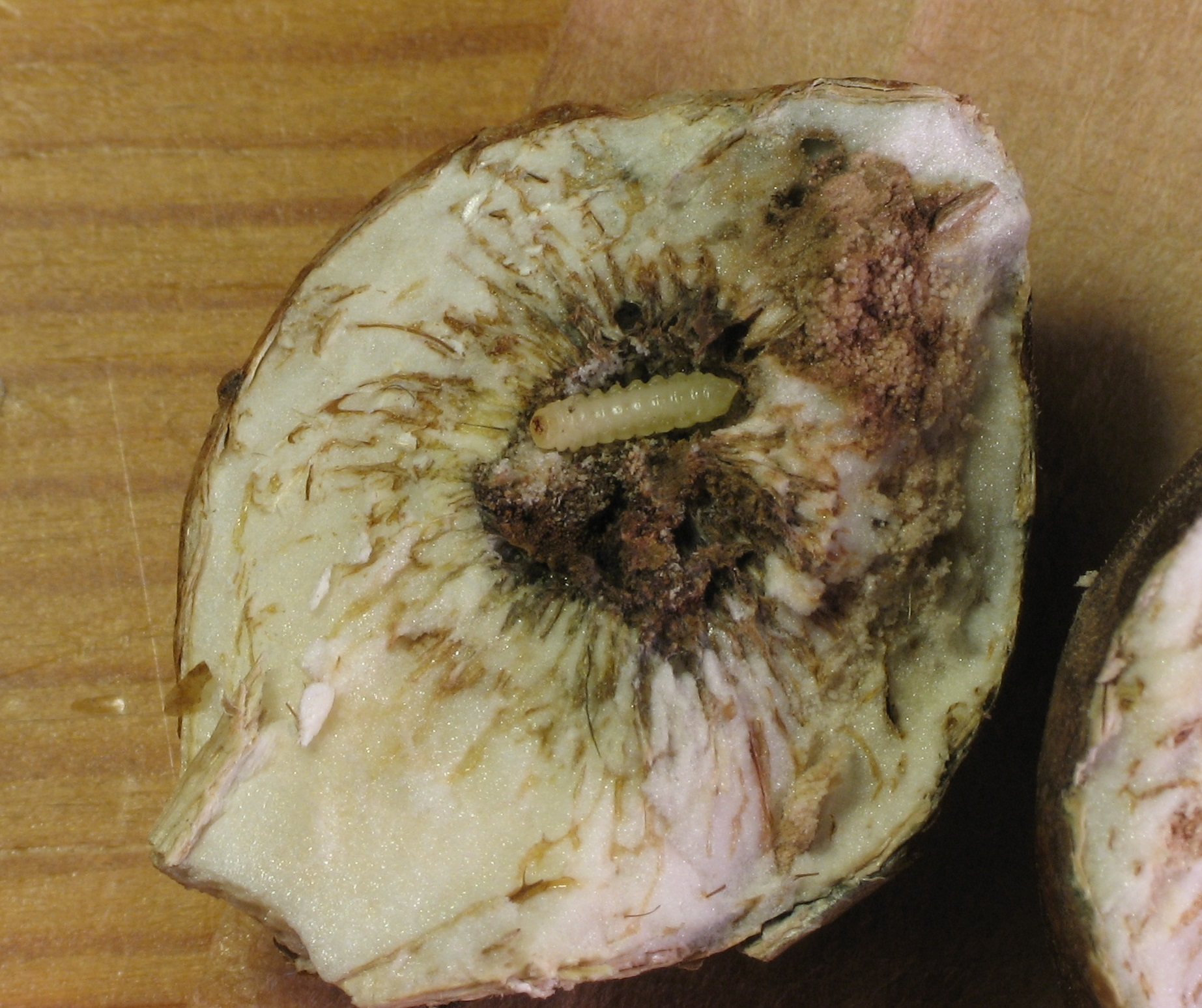